# Efraín Ruiz Caro
Efraín Ruiz Caro fue un periodista y político peruano. 
Fue uno de los fundadores del diario vespertino Última Hora creado en enero de 1950 por Pedro Beltrán Espantoso. En los años 1970 fue director de los diarios Extra y Expreso y en 1974, luego de la expropiación de los periódicos por el Gobierno Revolucionario de las Fuerzas Armadas, Ruiz Caro se marchó a Europa como Secretario para América Latina de la Organización Internacional de Periodistas, con sede en Praga.
Fue elegido diputado por el departamento del Cusco en 1956 con 1121 votos en las Elecciones de 1956 en los que salió elegido por segunda vez Manuel Prado Ugarteche.